# Cimetière militaire de Mud Corner
Pour un article plus général, voir Sites funéraires et mémoriels de la Première Guerre mondiale (Front Ouest).
Le cimetière militaire Mud Corner ou Mud Corner Cemetery est un cimetière militaire britannique de soldats de la Première Guerre mondiale, situé dans la commune belge de Comines-Warneton. Le cimetière est situé à environ 2,1 km au nord - est du centre du village de Ploegsteert, à la lisière nord du bois de Ploegsteert. 

## Caractéristiques
Il a été conçue par George Goldsmith et est entretenue par la Commonwealth War Graves Commission. Ce petit cimetière a un plan au sol irrégulier avec un renflement semi-circulaire à l'extrémité sud du site, qui contient la Croix du Sacrifice. Il y a 85 victimes enterrées dont 2 soldats inconnus.
Dans les environs immédiats se trouvent également le cimetière militaire de Prowse Point, le cimetière militaire du bois de Ploegsteert et le cimetière militaire Rifle House.

## Histoire
A la lisière nord du bois de Ploegsteert, il y avait un carrefour routier appelé Mud Corner car cet endroit était généralement marécageux. Les Néo-Zélandais ont donné ce nom au cimetière qu'ils ont utilisé de juin à décembre 1917 pour enterrer leurs morts. On pourrait le considérer comme un cimetière de l'Anzac, car à l'exception d'un soldat, les 84 tombes sont celles de soldats australiens et néo-zélandais. La plupart des pertes sont survenues au cours des mois de juin et juillet 1917, une période où l'Anzac fortifiait la ligne de front à la suite de la deuxième bataille de Messines. Ces troupes ont hiverné ici entre 1917 et 1918, période au cours de laquelle plusieurs personnes sont mortes en occupant les tranchées.
Sur les 83 morts recensés, 52 sont des Néo-Zélandais, 31 Australiens et 1 Britannique.

## Personnel militaire distingué
- Le sergent-major de compagnie Stanley Robinson et le sergent James Henry Frew, tous deux du régiment d'Auckland, NZEF, ont reçu la médaille de conduite distinguée (DCM). Ce dernier a servi sous le pseudonyme de James Henry Francis.
- Le sergent Samuel Alfred Crowhurst et le soldat Reginald McDivitt, tous deux du régiment d'Auckland, NZEF, ont reçu la médaille militaire (MM).